# Sepioteuthis sepioidea
Mực rạn san hô Caribe (tên khoa học Sepioteuthis sepioidea) là một loài mực biển. Năm 2001, nhà sinh vật học biển Silvia Maciá phát hiện ra rằng loài mực này có thể để đẩy mình lên khỏi mặt nước khoảng 2 m (6,6 ft) và bay khoảng 10 m (33 ft) trước khi lao xuống nước; một phát hiện dẫn đến việc xác định sáu loài mực bay.
Loài mực này được tìm thấy trên khắp vùng biển Caribê cũng như ngoài khơi bờ biển Florida, thường trong các đàn nhỏ 4-30 con trong vùng nước nông kết hợp với các rạn san hô. Các môi trường sống của chúng thay đổi theo giai đoạn của mực của cuộc đời và kích thước.